# Mark Neil Brown
Mark Neil Brown (Valparaiso, 18 novembre 1951) è un ex astronauta statunitense.